# Smålands runinskrifter 13
Smålands runinskrifter 13 är en vikingatida runsten av finkornig rödaktig gnejs i Högnalöv, Uråsa socken och Växjö kommun. Runstenen är 1,26 m hög, 0,5 meter bred och 23 centimeter tjock. Stenen stod förut cirka 70 meter längre norrut. Den är skadad bland annat efter att, under en period, använts i en farstubro. Runstenen har lagats men ett stycke längst ned till vänster saknas. En avbildning i Bautil gör att stenens inskrift ändå kan tydas i sin helhet.

## Inskriften
Translitterering av runraden:
[: sbak]ʀ (:) le[t] : kerua : kuml : eftiʀ : suni : sina : suen : auk : rymik
Normalisering till runsvenska:
Spakʀ let gærva kumbl æftiʀ syni sina Svæin ok Hrøming.
Översättning till nusvenska:
Spak lät göra minnesmärke efter sina söner Sven och Röming.